# 벨라루스의 철도 전쟁
벨라루스의 철도 전쟁에 관한 문서이다.
철도 사보타주는 러시아의 우크라이나 침공에 반대하는 벨라루스의 풀뿌리 활동 중 하나이다.
2022년 2월 말, 우크라이나 영토에서의 군사 작전을 위해 인력, 신호 제어 장비, 철도를 통한 군수품 운송을 비활성화하기 위한 벨라루스 철도의 파괴 행위에 대한 첫 번째 보도가 언론에 나타났다.

## 같이 보기
- 철도 전쟁